# 僕らのLIVE 君とのLIFE
- ラブライブ! > μ's > 僕らのLIVE 君とのLIFE
- ラブライブ! > ラブライブ!のディスコグラフィ > 僕らのLIVE 君とのLIFE

「僕らのLIVE 君とのLIFE」（ぼくらのライブ きみとのライフ）は、μ'sの楽曲。同グループの1stシングルとして2010年8月13日にコミックマーケット78で夏コミ限定版が先行発売され、その後同年8月25日に通常版が一般発売された。「ぼららら」という通称で呼ばれることもある。

## 概要
μ'sのデビューシングル。夏コミ限定版と通常版の2種がリリースされ、それぞれジャケットイラストが異なる。夏コミ限定版はコミックマーケット78のみ販売だったが、2011年8月5日から14日まで、キュアメイドカフェにて再発売された。
当時はまだ「μ's」の名称が存在せず、アーティスト名義は「ラブライブ！School idol project」になっている。また、本CDに記載されているのはキャラクターのみで、演者の名前は記載されていない。発売当時、雑誌等、他のメディアでも演者は発表されておらず、発表は『電撃G's magazine』2010年11月号で行なわれた。
CDには楽曲の他に、μ'sのメンバーによる自己紹介モノローグのボイスドラマが収録されている。ブックレットには、収録楽曲の歌詞の他、メンバーの自己紹介コメントが収載。DVDにはアニメーションミュージッククリップを収録しているが、使用されている楽曲は「僕らのLIVE 君とのLIFE」のフルサイズではなく、最後のサビ部分が省略されているバージョンである。
製品の帯カードに記載されているQRコードにアクセスすることで、「いきなり真夏の総選挙」と銘打った、セカンドシングルのセンターポジションを担当するキャラクターを決定する選挙に投票することができた。投票期間は2010年8月13日 - 8月31日。
通常版の法人特典として、アニメイト・ゲーマーズ・コミックとらのあなで購入すると、レプリカチケット が付属した。
キャッチコピーは「伝説はここからはじまる――」。

## 音楽性・批評
表題曲「僕らのLIVE 君とのLIFE」について、『2012 March. 俺嫁コレクション』は9人のユニゾンが印象的なアッパーなナンバーであるとしている。また、『リスアニ!』のレビュアー須永兼次は同曲のイントロや音作りについて「今にしてみれば非常にシンプルで、ともすればチープに聴こえるかもしれないギターリフ」「音自体も豪勢なわけではない」とし、また歌詞については、コンテンツやキャラクターそのものにとどまらない普遍的な「はじまり」を描いていると評価している一方、「むしろはじまりたての9人の歌声を前面に出すことで聴きやすさを生み出している」としている。
カップリング曲の「友情ノーチェンジ」については、表題曲と対比して各メンバーのソロパートが多く、『2012 March. 俺嫁コレクション』は掛け合いでメンバー各人の個性を出したハウシーな曲であるとしている。また、『リスアニ!』のレビュアー大用尚宏は「メンバー9人それぞれの声の特徴が聴きとりやすく、同時収録されたボイスドラマ同様"自己紹介"的な側面を感じる」と評している。

## チャート成績
本シングルは2010年8月25日に発売されたのち、同年9月第1週付けのシングルチャートにおいて167位を記録した。チャートへの登場回数は1回のみで、初回および累積の売上枚数はともに約430枚であり、そのうちの10枚は新田恵海が自ら購入した。
発売から10年経った現在では、コミケ版が概ね5万〜10万円前後の超プレミアム価格で取引されている。

## 収録曲
収録内容におけるボーカル曲は太字、ボイスドラマパートは▲印で表記する。
- CD

1. 僕らのLIVE 君とのLIFE [5:23]
  - 作詞：畑亜貴、作曲：山田高弘、編曲：高田暁
  - プロジェクトの始まりの曲と言うことで「僕」という言葉が使われた[8]。
  - TVアニメ第1期第8話挿入歌。
  - TVアニメではμ'sが9人になって最初に歌った曲となった。
2. 友情ノーチェンジ [4:17]
  - 作詞：畑亜貴、作曲・編曲：Tron-LM
  - 掛け合いでメンバー各人の個性を出したハウシーな曲[4]。
3. 僕らのLIVE 君とのLIFE （Off Vocal）
4. 友情ノーチェンジ (Off Vocal)
5. はじめまして-高坂穂乃果-▲ [2:04]
  - 出演：高坂穂乃果（声 - 新田恵海）
6. はじめまして-絢瀬絵里-▲ [3:05]
  - 出演：絢瀬絵里（声 - 南條愛乃）
7. はじめまして-南ことり-▲ [2:49]
  - 出演：南ことり（声 - 内田彩）
8. はじめまして-園田海未-▲ [3:12]
  - 出演：園田海未（声 - 三森すずこ）
9. はじめまして-星空凛-▲ [2:14]
  - 出演：星空凛（声 - 飯田里穂）
10. はじめまして-西木野真姫-▲ [2:17]
  - 出演：西木野真姫（声 - Pile）
11. はじめまして-東條希-▲ [2:04]
  - 出演：東條希（声 - 楠田亜衣奈）
12. はじめまして-小泉花陽-▲ [3:03]
  - 出演：小泉花陽（声 - 久保由利香）
13. はじめまして-矢澤にこ-▲ [2:09]
  - 出演：矢澤にこ（声 - 徳井青空）

DVD
1. 僕らのLIVE 君とのLIFE[注 2] [5:32]
  - PVの舞台は桜が満開となった音ノ木坂学院グラウンド。スクールアイドルであることを強調するため、学校が舞台になった。ダンスはチアリーディングをイメージしている[9]。

## PVスタッフ
- 企画 - サンライズ
- 原作 - 矢立肇
- 原案 - 公野櫻子
- 監督 - 京極尚彦
- アニメーションディレクター - 井村学
- 絵コンテ・演出 - 井村学、京極尚彦
- キャラクターデザイン - 室田雄平
- 総作画監督 - 稲吉智重
- 作画監督 - 稲吉智重、稲吉朝子、藤井智之、愛敬由紀子、木村智
- 美術監督 - 徳田俊之
- セットデザイン - 高橋武之
- 色彩設計 - 横山さよ子
- CGプロデューサー - 松浦裕暁
- 3DCGI - サンジゲン
- 撮影監督 - 葛山剛士
- 編集 - 今井大介
- 音響監督 - 明田川仁
- 音楽制作 - ランティス
- 音楽プロデューサー - 斎藤滋
- プロデューサー - 平山理志、伊藤善之、高野希義
- 振付 - yumi
- 製作 - プロジェクトラブライブ!（サンライズ、ランティス、アスキー・メディアワークス）

## 収録アルバム
| 曲名                  | アルバム                                 | 発売日       | 備考           |
| --------------------- | ---------------------------------------- | ------------ | -------------- |
| 僕らのLIVE 君とのLIFE | 『μ's Best Album Best Live! collection』 | 2013年1月9日 | ベストアルバム |
| 友情ノーチェンジ      | 『μ's Best Album Best Live! collection』 | 2013年1月9日 | ベストアルバム |

## カバー
YouTubeにて披露したアーティスト
| 曲名                      | 歌手                               | 公開日        | 備考                                                                   |
| ------------------------- | ---------------------------------- | ------------- | ---------------------------------------------------------------------- |
| 「僕らのLIVE 君とのLIFE」 | 蓮ノ空女学院スクールアイドルクラブ | 2023年5月20日 | - 『蓮ノ空女学院スクールアイドルクラブ公式チャンネル』にて公開された。 |

### ユニットメンバー
1. 1 2  高坂穂乃果（新田恵海）、絢瀬絵里（南條愛乃）、南ことり（内田彩）、園田海未（三森すずこ）、星空凛（飯田里穂）、西木野真姫（Pile）、東條希（楠田亜衣奈）、小泉花陽（久保ユリカ）、矢澤にこ（徳井青空）
2. ↑  日野下花帆（楡井希実）、村野さやか（野中ここな）、乙宗梢（花宮初奈）、夕霧綴理（佐々木琴子）、大沢瑠璃乃（菅叶和）、藤島慈（月音こな）